# Cotesia acuminata
Cotesia acuminata är en stekelart som först beskrevs av Henry J. Reinhard 1880.  Cotesia acuminata ingår i släktet Cotesia och familjen bracksteklar. Arten är reproducerande i Sverige. Inga underarter finns listade i Catalogue of Life.